# Legetøjsmuseet (Nykøbing Falster)
 For alternative betydninger, se Legetøjsmuseet. (Se også artikler, som begynder med Legetøjsmuseet)
Legetøjsmuseet eller Legetøjsmuseet Nykøbing Falster er et legetøjsmuseum, der udstiller gammelt legetøj. Det er beliggende i den nordlige del af Nykøbing Falster tæt ved Nykøbing F. Sygehus. Museet har til huse i Ejegod mølle og de tilhørende bygninger, som inkluderer møllehuset og en lade. Møllen er fra 1816. Museet blev etableret i 2009, og det åbnede i maj 2010.
Museets samling rummer legetøj fra 1840'erne frem til 1970'erne, hvilket bl.a. inkluderer bamser, modeltog, dukker, biler af mærket Tekno og tinsoldater. En del af samlingen rummer legetøj fremstillet i danske fængsler fra 1905 frem til 1970'erne. Den ældste dukke i museets samling stammer fra 1860.

## Galleri
- Kiosk ved museet.
- Kaffestel.
- Dukke.
- Dukke og brændekomfur til dukkehus.
- Legetøjsmuseet og Ejegod Mølle.